# 随机指标

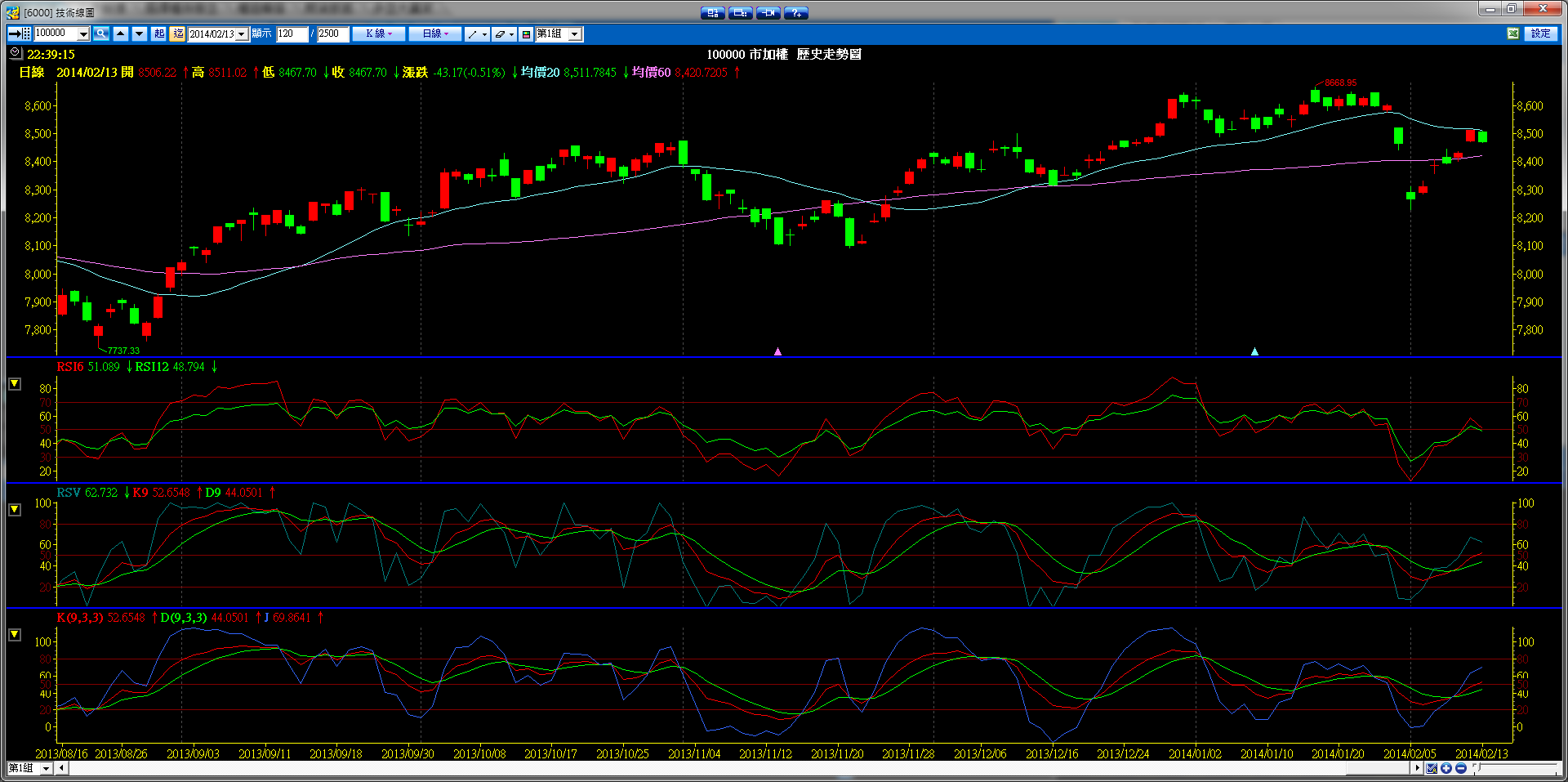
台股加權指數技術線圖：
上圖為日K線和20日、60日移動平均；
下圖依序為RSI，KD（同時呈現RSV）和KDJ（J值依軟體設定可能為K-D、3K-2D或3D-2K，此處為3K-2D）。

随机指标（Stochastic Oscillator，KD），原名 %K and %D（%K&%D），又稱KD指標，是技术分析中的一种动量分析方法，采用超买和超卖的概念，由乔治·莱恩（George C. Lane）在1950年代推广使用。指标藉由比较收盘价格和价格的波动范围，预测价格趋势何時逆转。“随机”一词是指价格在一段时间内相对于其波动范围的位置。

## 定義
當股價趨勢上漲時，當日收盤價會傾向接近當日價格波動的最高價；
當股價趨勢下跌時，當日收盤價會傾向接近當日價格波動的最低價。

## 公式
一、先計算出「未成熟隨機值」（Raw Stochastic Value，RSV）：
{\displaystyle RSV={\frac {C_{n}-L_{n}}{H_{n}-L_{n}}}\times {100}\%}
【註】
1. {\displaystyle n}：是經過的交易期間（一般以 9 日為基準，{\displaystyle n=9}）。
2. {\displaystyle C_{n}}：是第 {\displaystyle n} 日的收盤價。
3. {\displaystyle H_{n}} 和 {\displaystyle L_{n}}：分别是過去 {\displaystyle n} 日内的最高價和最低價。

二、次求出當日的 K 值和 D 值（即計算 RSV 值的 3 日指數移動平均）：
{\displaystyle K_{n}=\alpha \cdot RSV_{n}+(1-\alpha )\cdot K_{n-1}}
{\displaystyle D_{n}=\alpha \cdot K_{n}+(1-\alpha )\cdot D_{n-1}}
（一般設定 {\displaystyle {\color {RawSienna}\alpha =1/3}}）
【註】
1. {\displaystyle RSV_{n}}，為當日的 RSV 值；{\displaystyle K_{n},D_{n}}，為當日 K 值和 D 值；{\displaystyle K_{n-1},D_{n-1}}，為前一日的 K 值和 D 值。
2. 若無前一日 K 值或 D 值，可以 50% 代入計算。
3. K 值是 RSV 值的 3 日指數平滑移動平均、D 值是 K 值的 3 日指數平滑移動平均；完全随机指标则要求使用者自行定义回顾日期 {\displaystyle n}、K 值（%K）的移动平均日数、和 D 值（%D）的移动平均日数。

K 值為「快速平均值」，反應較靈敏；D 值為「慢速平均值」，反應較不靈敏。若 K 值 > D 值，表示處於漲勢；反之，則處於跌勢。K 值和 D 值，數值皆介於 0~100之間，一般以9日KD值判斷短線行情之買賣訊號。當K值向上突破D值為買進訊號，當K值向下跌破D值為賣出訊號。50為多空平衡位置，80 以上為「超買區」（Overbought Zone），多頭強勢；20以下為「超賣區」（Oversold Zone），空頭強勢。

## 解读

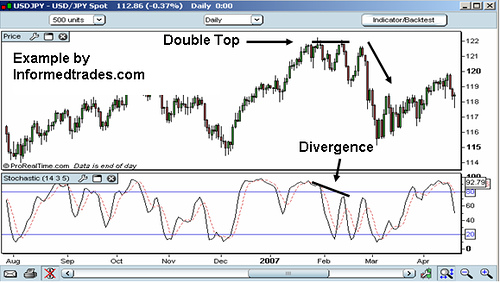
图解

当价格与随机指标发生牛势背离（即价格下跌而随机指标指向上方），而 K 线与 D 线在超卖区（低于 20%）发生交叉，便是买入信号；反之则是卖出信号。 K 线与 D 线的简单交叉经常发生，很多时候并不可靠。投资者多在 D 线筑顶或筑底后，等待 K 线出现急剧的逆转并与 D 线交叉。当市场波动性较大时，也可使用加权移动平均来定义 D 线，以平整价格短时内大幅波动对指标产生的影响。